# Junior Salomon
Junior Salomon, né le 8 avril 1986, est un footballeur international béninois qui joue actuellement en tant que défenseur au Plateau United dans le Championnat du Nigeria de football (NPFL).

## Biographie
Salomon est né à Abomey, au Bénin, et a montré une passion pour le football dès son plus jeune âge. Il commence sa carrière professionnelle avec l'Université nationale du Bénin FC, un club de football basé au Bénin.

### Carrière de club
En novembre 2009, Salomon déménage à l'ASPAC Cotonou, l'un des meilleurs clubs du Bénin. Ses performances impressionnantes attirent l'attention des dépisteurs et en décembre 2011, il intègre l'ASEC Mimosas, prestigieux club ivoirien.
Cependant, Salomon décide de retourner au Bénin en 2013 et signe avec l'USS Kraké. Son passage au club est bref puisqu'il est rapidement transféré à Bayelsa United, ancien champion nigérian, en mars de la même année. Les compétences et la force de Salomon en tant que défenseur jouent un rôle déterminant dans le succès de Bayelsa United.
En 2016, Salomon effectue un autre transfert, rejoignant Plateau United, un club récemment été promu au NPFL. Avec les contributions de Salomon, Plateau United consolide sa position dans le peloton de tête du football nigérian.

### Carrière internationale
Salomon représente son pays au niveau international, jouant pour l'équipe du Bénin de football. Il est sélectionné pour faire partie de l'équipe qui participe à la Coupe d'Afrique des Nations 2010 en Angola. Les prouesses défensives et la compréhension tactique de Salomon contribuent grande à la performance du Bénin dans le tournoi.

## Honneurs et réalisations
Tout au long de sa carrière, Junior Salomon a obtenu plusieurs distinctions notables. Ceux-ci incluent :
- Représenter le Bénin à la Coupe d'Afrique des Nations 2010.
- Gagner des titres nationaux avec l'ASPAC Cotonou.
- Contribuer au succès de Bayelsa United dans la ligue de football nigériane.